# NTTソルマーレ
NTTソルマーレ株式会社（読み：エヌティティソルマーレ、英: NTT Solmare Corporation）は、電子書籍やゲームなどのコンテンツ流通事業を主な事業とする日本の企業。NTT西日本株式会社の完全子会社。

## 概要
NTT西日本の子会社でスマートフォン、PC、タブレット向けに電子書籍や海外向け恋愛ゲームなどのコンテンツを配信している。
電子コミック配信サービスであるコミックシーモアは、国内最大級の老舗サイトである。2024年8月16日で20周年を迎える。

## 社名の由来
社名となるsolmare（ソルマーレ）は、イタリア語で太陽を表すsole（ソーレ）と、海を表すmare（マーレ）の造語。「太陽」は新事業の成功へ向けた情熱および、提供サービスによってもたらす楽しさを、「海」は冷静かつスマートなブロードバンドコンテンツ配信サービスのプロ集団を表している。

## 沿革
- 2002年
  - 4月 - エヌ・ティ・ティ・ソルマーレ株式会社設立。
  - 6月 - 街角コンテンツ流通サービス『Foobio（フービオ）』のサービス開始[3]。
- 2003年11月26日 - パソコンとPDA向けデジタルコミック『C'moA（シーモア）』を提供開始[4]。
- 2004年8月16日 - FOMA900i専用のiモード公式サイトとして『コミックi』の開設。
- 2005年
  - 5月25日 - EZWeb向け『コミックシーモア』をサービス開始。
  - 7月1日 - ボーダフォン向け『コミックシーモア』をサービス開始。
- 2007年
  - 4月5日 - コミックi・コミックシーモア、「1億ダウンロード」達成
  - 11月16日 - コミックi・コミックシーモア、「2億ダウンロード」達成
- 2008年
  - 5月15日 - コミックi・コミックシーモア、「3億ダウンロード」達成
  - 10月27日 - コミックi・コミックシーモア、「4億ダウンロード」達成
  - 12月15日 - iモード公式サイトにて『コミックa～ha（アーハ）』を提供開始
- 2009年
  - 4月6日 - コミックi・コミックシーモア、「5億ダウンロード」達成
  - 6月8日 - 恋愛シミュレーションゲーム『姫君恋花絵巻』をサービス開始
  - 8月3日 - 健康情報サイト『ラブ肌美肌辞典』の提供開始
  - 9月18日 - インド・モバイル市場にて初の日本コミック配信開始
- 2010年
  - 2月25日 - 少年画報社、竹書房、マッグガーデンの各出版社とケータイコミック雑誌を創刊[5]。
  - 5月10日 - 「コミックｉ」「コミックシーモア」のサービス名称を『コミックシーモア』に統一化
- 2011年
  - 1月6日 - iPhone・iPad向け電子書店『地球書店』の開設
  - 2月15日 - 恋愛シミュレーションゲーム『Shall we date?:』シリーズを海外向けに提供開始
  - 3月28日 - 海外のiPhone・iPad向け電子書店『ZQ Books』の開設
  - 5月24日 - Android端末向け電子書店『地球書店』の開設
  - 6月30日 - au向けAndroid版コミックシーモアの提供開始
  - 8月 - オリジナルコミック出版事業「ソルマーレ編集部」を創設[6]
  - 11月18日 - ドコモ向けAndroid版コミックシーモアの提供開始
  - 12月2日 - デジタルコミック誌『オヤジズム』創刊
- 2012年
  - 4月25日 - iPhone版コミックシーモアの提供開始
  - 8月28日 - パソコン版コミックシーモアの提供開始
- 2013年
  - 1月30日 - 月額定額制で読み放題!「シーモア読み放題」サービス開始
  - 3月21日 - 2泊3日で安価に読めるサービス「シーモアレンタル」サービス開始
  - 7月10日 - コミックシーモアがマルチデバイスに完全対応
- 2014年
  - 7月29日 - コミックシーモアでライトノベルの配信開始
  - 3月18日 - コミックシーモアで月額登録不要にリニューアル
  - 4月16日 - コミックシーモアで電子書籍閲覧アプリをリニューアル
  - 7月25日 - 店舗・施設向けコミック読み放題サービス「シーモアBOOKSPOT」を提供開始[7]
- 2016年
  - 6月16日 - 歌詞と音楽動画をリンクさせたアプリ『リリンク』の共同トライアルを実施
  - 9月27日 - アニメ、キャラクターグッズのフリマアプリ『モノキュン！』をサービス開始
  - 9月30日 - デジタルコミック誌『恋するソワレ』創刊[8]
- 2017年
  - 2月10日 - 「コミックシーモア毎月マンガ賞」を新設[9]
  - 9月6日 - エヌ・ティ・ティ・スマートコネクト株式会社と共同で、コミックシーモアにて、AI・機械学習を活用したレコメンドサービス提供開始。
  - 11月 - 「みんなが選ぶ!!電子コミック大賞」開催[10]
- 2018年4月 - 電子書店5社が発起人となり「日本電子書店連合」を発足
- 2019年12月12日 - 英語版女性向け恋愛ゲーム『Obey Me!』サービス開始[11]
- 2020年
  - 1月19日 - 「コミックシーモア」オリジナル原作のTVドラマ『この男は人生最大の過ちです』が朝日放送テレビ制作ドラマL枠にて放送
  - 3月31日 - フィーチャーフォン向け「コミックシーモア」サービス終了
  - 8月25日 - 声劇ライブ配信サービス『ボイコネ』正式リリース[12]
  - 11月1日 - YouTube番組『わちゃわちゃんねるpresented by コミックシーモア』の初回配信を実施（2024年7月27日の173で配信終了）[13]
- 2021年
  - 4月13日 - 1日最大2話分無料で読めるサービス「シーモア毎日無料連載」を開始[14]
  - 7月16日 - 恋愛ゲーム『Obey Me!』内機能「デビルチューブ」にてアニメ『Obey Me! The Anime』の初回配信を実施
  - 8月16日 - オタ活に役立つスケジュール情報管理アプリ『シカロ』サービス開始[15]
- 2022年
  - 3月2日 - 米国市場向けデジタルマンガストア『MangaPlaza』サービス開始[16]
  - 10月 - オリジナルコミック出版事業「シーモアコミックス」を創設[17]
- 2023年4月12日 - 女性向け恋愛ゲーム『Obey Me! Nightbringer』サービス開始[18]
- 2024年
  - 9月5日 - 「電子書籍事業戦略発表会」にて、『コミックシーモア』を含む電子書籍事業の売上高が812億円達成（2024年3月期）を初公開[1]
  - 9月20日 - 「ソルマーレ編集部」が「シーモアコミックス」に名称変更[19]
- 2025年（令和7年）7月1日 - NTTソルマーレ株式会社に商号変更[20]。

## 電子書籍事業

### コミックシーモア
NTTソルマーレが運営する電子書籍販売サイト。大半はコミックだが、ライトノベルや小説などの単行本、雑誌も取り扱っている。
スマートフォン、タブレット、PCから利用することが可能である。
2014年3月に、ケータイ時代の月額ポイント利用型のサービスから更に進化し、月額登録しなくてもコミックを購読できるようにサービスをリニューアルした。
関連サービスとして、月額定額制読み放題サービスの「シーモア読み放題」がある。

### MangaPlaza
アメリカ向け電子マンガ配信サイト。

## オリジナル出版事業

### シーモアコミックス
「コミックシーモア」のオリジナルコミック編集部。
2011年1月に「ソルマーレ編集部」として誕生し、2024年9月「シーモアコミックス」に名称変更。制作作品はコミックシーモアで独占先行配信された後、国内外の電子書店へ配信。一部作品はメディア化、紙単行本化もされている。総作品数は2,200作品以上。（2025年1月時点）

#### レーベル
- 少女・女性マンガ
恋するソワレ
恋するソワレ＋
青年マンガ
ズズズキュン！
BLマンガ
Ficus
TLマンガ
スキして?桃色日記
アダルトマンガ
桃色エンジェル
その他
トレモアcollection

#### メディア化作品

##### 2020年
- 『この男は人生最大の過ちです』[22]（九瀬しき）
- 『家政夫のナギサさん』[23]（四ツ原フリコ）
- 『僕らは恋がヘタすぎる』[24]（橘えいこ）

##### 2021年
- 『ももいろ あんずいろ さくらいろ』（咲）

- 『結婚できないにはワケがある。』[25]（ 邑咲奇）

##### 2022年
- 『デブとラブと過ちと！』[26]（ままかり）

##### 2023年
- 『その結婚、正気ですか？』[27]（アキラ）
- 『体感予報』（鯛野ニッケ）

##### 2024年
- 『バツイチ2人は未定な関係』[28]（近由子）
- 『灰色の乙女』（新田チハル）

- 『Sugar Sugar Honey』[29]（鈴木有布子）
- 『買われた男〜女性限定快感セラピスト〜』（三並央実 / 芹沢由紀子）
- 『満タサレズ、止メラレズ』（駒井千紘）
- 『きみの継ぐ香りは』（小川まるに）

##### 2025年
- 『マイ・ワンナイト・ルール』（なかおもとこ）
- 『キスでふさいで、バレないで。』（ふどのふどう）
- 『わたしの好きな人は、』（ももたあこ）
- 『整形シンデレラ』（四ツ原フリコ）
- 『低体温男子になつかれました。』（三星マユハ）

## ゲーム事業
- Moe! Ninja Girls[30]

### Shall we date?
NTTソルマーレが運営している恋愛ゲームの海外配信ブランド。
- Obey Me![11][31]
- Obey Me! Nightbringer[18]
- Blood in Roses＋
- Wizardess Heart+
- Ninja Shadow+[32]
- Shall we date?: Love Tangle+[33]
- Shall we date?:Lost Alice+[34]
- Shall we date?: Guard me, Sherlock!+[35]
- Dear Otome

### 終了したゲーム
- 姫君恋花絵巻
- Shall we date?:Heian Love
- 王子様 甘い楽園
- りゅっくんウォーカー - ソーシャル位置ゲーム。
- 恋セヨ！文化部男子
- ドキ×2婚活パーティ
- ドキ×2筋恋ワーカー
- 恋セヨ！演劇男子
- 恋娘もののけ絵巻
- 恋セヨ！はつこい男子
- 恋忍者戦国絵巻
- 恋バナＳＳ☆姫恋カンパニー
- 背徳 拒めない夜～甘い罠～
- 妖しい夜 恋はモノノケ
- カレフォン
- 曉のダンガンブレイド
- 鬼装学園アマクサ
- 恋忍者 ～愛と欲望の平安乱舞～
- Shall we date?: 恋忍者戦国絵巻+
- Shall we date?: 妖し君との恋奇譚+
- Shall we date?: 恋忍者◆愛と欲望の平安乱舞＋
- In Love: Memories Can’t Wait - 実写恋愛ゲーム
- My Shelf[36]
- Shall we date?: Mononoke Kiss+[37]
- Shall we date?: Angel or Devil+
- Shall we date?: Magic Sword+
- Shall we date?: Scarlet Fate+ ～Fragments of the past～[38]
- Shall we date?: Lost Island+
- Shall we date?: My Fairy Tales+
- Shall we date?: Destiny Ninja
- Shall we date?: My Sweet Prince+
- Shall we date?: Ninja Love+
- Shall we date?: Ninja Assassin+[39]
- Shall we date?:THE NIFLHEIM＋[40]
- Shall we date?: Destiny Ninja2+[41]
- Shall we date?: Oz+[42]
- Shall we date?: Modern Cinderella+[43]
- Shall we date?: We the Girls+[44]
- Shall we date?: My Sweet Prince
- Shall we date?: Ninja Love
- Shall we date?: Can’t Say No
- Shall we date?: Magic Sword
- Shall we date?: Mononoke Kiss
- Shall we date?: Angel or Devil
- Shall we date?: Hero in Love
- Shall we date?: My Fairy Tales
- Shall we date?: Lost Island
- Shall we date?: Never Look Back
- Shall we date?: Guilty Alice
- Shall we date?: Castle Break
- Shall we date?: Demons' Bond -The path of exile-
- Shall we date?: Scarlet Fate ～Fragments of the past～
- Shall we date?: Scarlet FateII -Seasons of love-
- Shall we date?: War of Prayers
- Shall we date?: Arabian Dreams
- Shall we date?: Pirates-Treasured Love in the Ocean-
- Shall we date?: Eternal Vows -Love beyond time-
- Shall we date?: Princess Arthur
- Shall we date?: Teen Samurai –I’ll be back, my love-
- Shall we date?: Sengoku Darling -Choose your destination-
- Story Jar[45]
- Moe! Ninja Girls RPG: SHINOBI[46]

## その他事業

### オーディオドラマ
- Ex and Bee: Nightfall's Coven

### 終了したサービス
- ボイコネ - 声劇ライブ配信サービス[12]→小説Live配信サービス[47]。2020年5月28日サービス開始[12]、2023年4月20日サービス終了[48]。
- キニログ - 読書SNSサイト。2011年8月4日サービス開始。2017年10月31日サービス終了[49]。
- フラモ - デコSNS。2010年5月31日サービス終了。
- ラブ肌美肌辞典 - 健康情報サイト。2009年8月3日サービス開始。
- ComicFriends - Facebook向けコミックコメント共有アプリ。
- モノキュン！ - アニメ、キャラクターグッズのフリマアプリ。
- Lylink（リリンク） - 歌詞と音楽動画をリンクさせたアプリ[50]。
- シカロ - 漫画・アニメ・ゲームなどの作品スケジュール情報管理アプリ。2021年8月16日サービス開始[15]。2023年6月30日サービス終了[51]。

## 提供番組
※全てコミックシーモア名義
- 火曜ドラマ（TBS、2020年4月 - 9月、それまで提供だったブランディアから引き継いだ。後任はアウディ→キリンビール→大正製薬）
- 日曜ドラマ（日本テレビ、2020年10月 - 2021年3月、TBS火曜ドラマから移動。後任はアコム）
- ぐるぐるナインティナイン（日本テレビ、2021年4月 - 、長年続いたスズキから引き継いだ。日曜ドラマから移動）